# Reichspostministerium

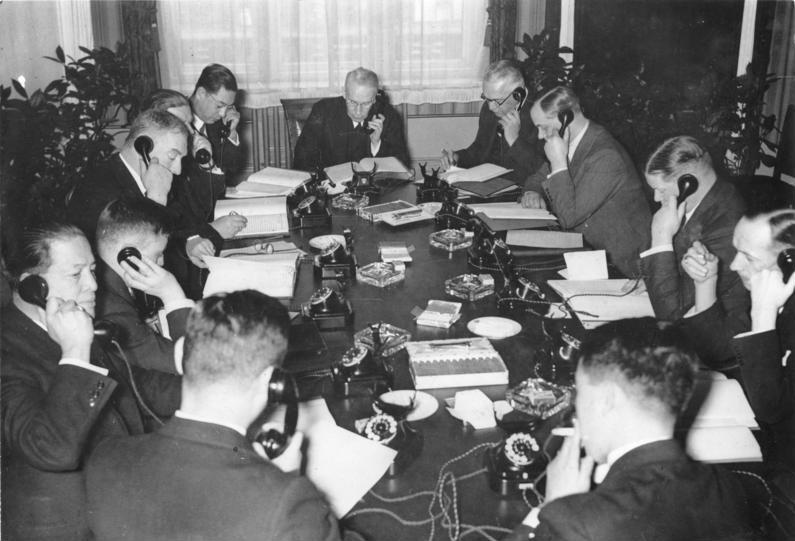
Eröffnung des direkten Telefonverkehrs Berlin und Tokio am 12. März 1935: In der Mitte des Tisches Reichsverkehrsminister Eltz-Rübenach, links neben ihm Botschafter Mushakoij, rechts neben ihm Außenminister Neurath und Reichsleiter Rosenberg.

Das Reichspostministerium entstand in der Weimarer Republik im Jahr 1919 aus dem Reichspostamt. Es wurde 1945 aufgelöst. 

## Geschichte
Nach der Umwandlung des Reichspostamts zum Reichspostministerium wurde im Jahre 1920 das Telegraphentechnische Reichsamt als eine Unterbehörde gegründet. Diese entstand durch die Zusammenlegung mehrerer Einrichtungen der Reichspost, zu der unter anderen das Telegraphenversuchsamt, Telegraphenapparateamt, Fernsprechlinienbüro und Funkbetriebsamt gehörten. 1928 wurde das Telegraphentechnische Reichsamt wiederum in Reichspostzentralamt umbenannt. Im Reichspostzentralamt waren die Mitarbeiter auch mit Forschungsaufgaben beschäftigt, wobei die Entwicklung und Beschaffung von technischen Innovationen und Einrichtungen des Post-, Telegrafen-, Telefon- und Funkwesens im Zentrum des Interesses stand.
Nach dem Zweiten Weltkrieg übernahmen das Bundesministerium für Post und Telekommunikation in Westdeutschland (Bundesrepublik Deutschland) sowie das Ministerium für Post- und Fernmeldewesen der DDR die Aufgaben für das Postwesen.

## Gebäude

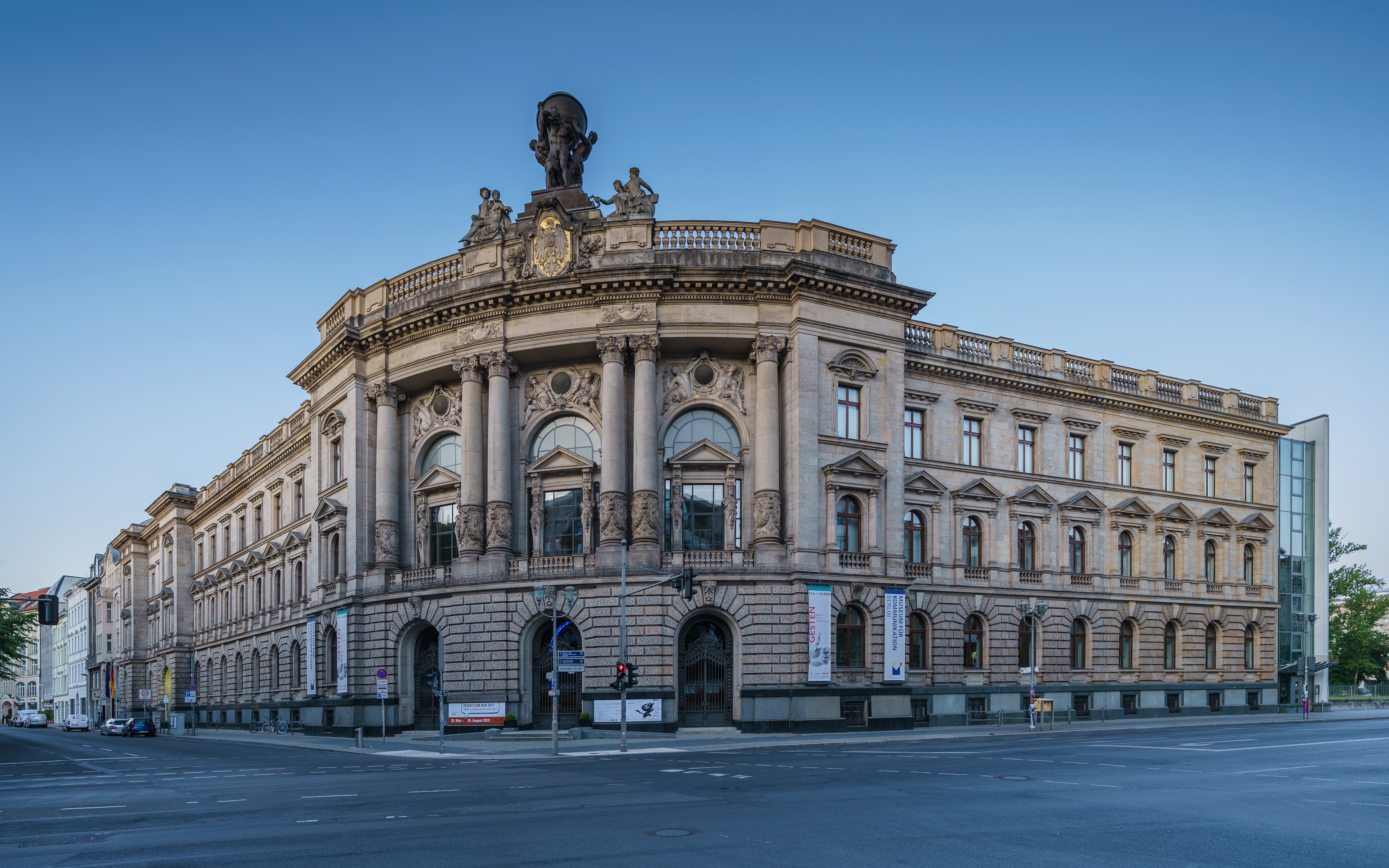
Inzwischen befindet sich das Museum für Kommunikation im Gebäude des früheren Reichspostministeriums

Das Dienstgebäude des Generalpostamtes (ehemals: Reichspostamt und Reichspostministerium) wurde von 1871 bis 1874 nach Plänen des Architekten Regierungsbaurat Carl Schwatlo errichtet. Die kaiserliche Postverwaltung hatte dazu vom Kaufmann Siegfried Lövinsohn das Grundstück Leipziger Straße 15 in Berlin zwischen der Mauer- und der Wilhelmstraße für 227.125 Taler (681.375 Goldmark) erworben (kaufkraftbereinigt in heutiger Währung: rund 6,14 Millionen Euro). Das Grundstück lag mit 33,75 m an der Straßenfront, in seinem rückwärtigen Teil war es 44,5 m breit und über 100 m tief; die Grundsteinlegung wurde am 4. Juni 1872 gefeiert. Der Bau war an der Straßenseite drei- und im rückliegenden Teil viergeschossig. Die Baukosten betrugen 765.000 Taler. Bebaut wurden 2940 m².
Im Gebäude waren bis 1945 unter anderen auch die Behördenbibliothek und das Reichspostmuseum sowie das Postamt W 66 untergebracht. In dem Gebäude befindet sich heute das Museum für Kommunikation Berlin.
Das Reichspostzentralamt war eine Unterbehörde des Reichspostministeriums, die sich ab 1922 in Berlin-Tempelhof in der Ringbahnstraße 130 befand. Dieses Gebäude mit 23.160 m² Nutzfläche dient seit 1993 als Depot des Museums für Kommunikation mit dem Schwerpunkt ‚Geschichte der Post‘.

## Amtsleiter
| Name                            | Amtsantritt       | Ende der Amtszeit | Partei    | Kabinett                                               |
| ------------------------------- | ----------------- | ----------------- | --------- | ------------------------------------------------------ |
| Johannes Giesberts              | 13. Februar 1919  | 14. November 1922 | Zentrum   | Scheidemann, Bauer, Müller I, Fehrenbach, Wirth I & II |
| Karl Stingl (1. Amtszeit)       | 22. November 1922 | 12. August 1923   | BVP       | Cuno                                                   |
| Anton Höfle                     | 13. August 1923   | 15. Dezember 1924 | Zentrum   | Stresemann I & II, Marx I & II                         |
| Karl Stingl (2. Amtszeit)       | 15. Januar 1925   | 17. Dezember 1926 | BVP       | Luther I & II, Marx III                                |
| Georg Schätzel                  | 28. Januar 1927   | 30. Mai 1932      | BVP       | Marx IV, Müller II, Brüning I & II                     |
| Paul Freiherr von Eltz-Rübenach | 1. Juni 1932      | 2. Februar 1937   | parteilos | Schleicher, Papen, Hitler                              |
| Wilhelm Ohnesorge               | 2. Februar 1937   | 30. April 1945    | NSDAP     | Hitler                                                 |
| Julius Dorpmüller               | 5. Mai 1945       | 23. Mai 1945      | NSDAP     | Schwerin von Krosigk                                   |

## Staatssekretäre
- Hans Bredow (1921–1926)
- Karl Sautter (1923–1933)
- Ernst Feyerabend (1926–1932)
- August Kruckow (1932–1933)
- Wilhelm Ohnesorge (1933–1937)
- Jakob Nagel (1937–1945)